# Пурпурният остров
„Пурпурният остров“ (на руски: Багровый остров) е пиеса на руския драматург Михаил Булгаков.
Сатиричният сюжет, базиран на едноименния фейлетон на Булгаков от 1924 година, описва опита на съветски театър да постави приемлива за цензурата театрална адаптация на произведения на Жул Верн. Пиесата е написана през 1927 година и е поставена в края на следващата година в Камерния театър на Таиров, а няколко месеца по-късно е забранена от цензурата.